# Teatralnyj roman
Teatralnyj roman (russisk: Театральный роман) er en russisk spillefilm fra 2002 af Oleg Babitskij og Jurij Goldin.

## Medvirkende
- Igor Larin som Sergej Leontjevitj Maksudov
- Maksim Sukhanov som Pjotr Bombardov / Ivan Vasiljevitj
- Nikolaj Tjindjajkin
- Valerij Zolotukhin
- Natalja Koljakanova som Ljudmila Silvestrovna Prjakhina